# Hugo von Fleury

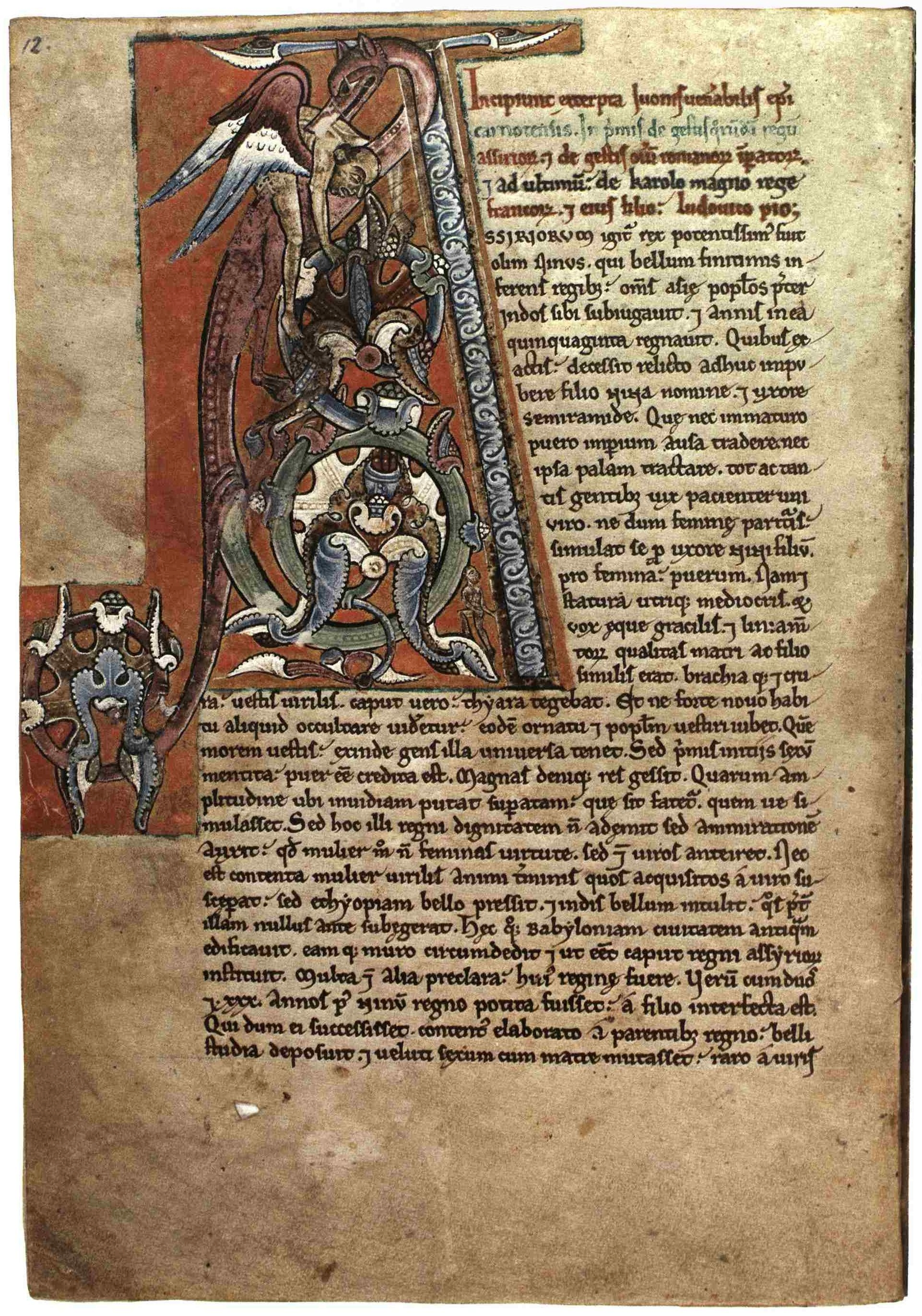
Der Anfang der zweiten Redaktion von Hugos Chronik (Kirchengeschichte), hier fälschlich Bischof Ivo von Chartres zugeschrieben, in der Handschrift Wien, Österreichische Nationalbibliothek, Cod. 561, fol. 1v (erste Hälfte des 13. Jahrhunderts)

Hugo von Fleury (lateinisch Hugo Floriacensis, auch Hugo a Sancta Maria; † nach 1118) war ein französischer Benediktinermönch im Kloster Fleury und Chronist. Von ihm sind lediglich seine Werke bekannt:
- 1109 stellte er eine Kirchengeschichte in vier Bänden zusammen, die bis zum Tod Karls des Großen (814) reichte. Im Jahr darauf gab er das gleiche Werk in sechs Bänden heraus, nachdem er den Inhalt besser arrangiert, Bemerkungen vor allem theologischer Natur hinzugefügt, ein wenig weggelassen und es bis in das Jahr 855 fortgeführt hatte. Es erschien 1638 erstmals im Druck, herausgegeben von Bernhard Rottendorff in Münster, und erhält hier einen Brief an Ivo von Chartres und ein Vorwort an König Ludwig VI. von Frankreich.[1]
- Ein Buch, in dem die Taten der fränkischen Könige von 842 bis 1108 berichtet werden.
- Eine Chronik der Könige von Frankreich von Faramund, dem legendären ersten König, bis auf Philipp I. (1108).[2] Dieser und der nächste Text wurden früher Ivo von Chartres zugeschrieben.
- Eine gekürzte Chronik der Könige von Frankreich, die er für Ludwig VI. geschrieben hat, ist in der Ausgabe Rottendorfs enthalten.
- „De regia potestate et sacerdotali dignitate“ für König Heinrich I. von England und über den Investiturstreit, wobei er Hugo von Flavigny widerspricht, der die Auffassung des Papstes Gregor VII. vertritt. Hugo von Fleury versucht, den Disput beizulegen und fördert Ansichten, die später in die Konkordate eingeflossen sind.[3]
- Umgestaltung einer Biografie des Lebens von Sacerdos, Bischof von Limoges, eines unbekannten Autors.
- Fortführung eines Werks De miraculis S. Benedicti Floriaci patratis.

Hugo von Fleury wird oft mit einem anderen Hugo von Fleury verwechselt, der Abt von Canterbury wurde und 1124 starb.